# Обсада на Акра (1291)
Обсадата на Акра (наричана още Падането на Акра) се състои през 1291 г. и води до това, че кръстоносците загубват контрола над Акра от мамелюците. Смята се за една от най-важните битки за периода. Въпреки че кръстоносното движение продължава още няколко века, превземането на града бележи края на кръстоносните походи към Леванта. Когато Акра пада, кръстоносците загубват последната голяма крепост в кръстоносното кралство Йерусалим. Те все още поддържат крепост в северния град Тартус (днес в северозападна Сирия), участват в някои крайбрежни набези и се опитват да нахлуят от малкия остров Аруад, в който поддържат гарнизон, но когато го загубват през 1302 г. след обсада от мамелюците, трайно загубват контрола си върху Светите земи.

## Предистория
През 1187 г. Саладин завладява голяма част от кралство Йерусалим (наричано също Латинско кралство), включително Акра и Йерусалим, след като печели битката при Хатин и нанася големи загуби на кръстоносците. Третият кръстоносен поход стартира в отговор; кръстоносците обсаждат и в крайна сметка си връщат Акра през 1191 г. и тя става столица на Йерусалимското царство. Религиозните ордени преместват седалищата си в града и около него, а оттам вземат военни и дипломатически решения. Например, когато монголите пристигат от Изток в средата на XIII век, християните ги възприемат като потенциални съюзници срещу мюсюлманските мамелюци, като същевременно поддържат предпазлив неутралитет с последните. През 1260 г. бароните от Акра предоставят на мамелюците безпрепятствено преминаване през Латинското кралство по пътя им срещу монголите; впоследствие мамелюците печелят основната битка при Айн Джалут в Галилея срещу тях. Това е пример за нетипично добри отношения между християни и мамелюци.
През 1250 г. в Египет възниква мамелюкският султанат; той е по-опасен враг от аюбидите. Мамелюците изпращат тежка конница, която е способна да се опълчи на рицарите-кръстоносци и са много по-враждебни. Още през 1261 г., след битката при Айн Джалут, султан Байбарс повежда мамелюците срещу кръстоносците. Байбарс превзема Кесария, Хайфа и Арсуф през 1265 г., всичките важни крепости на кръстоносците в Галилея през следващата година, а след това и Антиохия през 1268 г.
Европа стартира редица малки кръстоносни експедиции за укрепване на кръстоносните държави, включително неуспешния Осми кръстоносен поход на Луи IX от Франция до Тунис през 1270 г. и малкия Девети кръстоносен поход на принц Едуард (по-късно крал Едуард I) от Англия през 1271 – 1272 г. Експедициите не успяват да постигнат необходимото облекчение за кръстоносните държави; те са твърде малки, твърде краткотрайни и интересите на участниците в тях твърде разнообразни.
Докато предшествениците на папа Григорий X успяват да съберат армии за предходните няколко кръстоносни походи, той не успява да събере същата подкрепа. Папските съветници обвиняват европейското благородничество в мързел и в духовна корупция, но по-фундаментална причина изглежда е омаловажаването на кръстоносната идея.
Кръстоносните държави продължават да страдат от продължаващите вражески атаки и вътрешната политическа нестабилност. През 1276 г. непопулярният „крал на Йерусалим“ Юг III премества двора си на остров Кипър. Под управлението на султан Ал-Мансур Калаун мамелюците превземат Латакия през 1278 г. и завладяват графство Триполи през 1289 г. Калаун сключва десетгодишно примирие с Кралство Йерусалим през 1284 г.
След падането на Триполи, крал Анри II, син на Юг III, изпраща сенешал Жан дьо Граали да предупреди европейските монарси за критичната ситуация в Леванта. Папа Николай IV подкрепя Жан, като пише писма, призоваващи европейските владетели към действие. Въпросът за Сицилия обаче засенчва призивите за нов кръстоносен поход, а Едуард I от Англия е твърде зает да се справя с вътрешни неприятности у дома.
Въпреки десетилетията комуникация между европейци и монголи те не успяват да реализират франко-монголски съюз, насочен срещу мюсюлманите в Леванта.

### Претекст за атаката
Едно арабско предание твърди, че любовната връзка между богата млада съпруга от града и мюсюлманин е разкрита от съпруга ѝ, който събрал приятели, за да защити честта си и нападнал и избил мюсюлмани.
Кръстоносците се опасяват, че Калаун ще използва това като претекст за възобновяване на войната, и молят папата да изпрати подкрепления. Според Мишо са изпратени 25 венециански галери с 1600 души, „събирани набързо в Италия“. Други източници твърдят, че са изпратени 20 галери със селяни и безработни граждани от Тоскана и Ломбардия, водени от Николас Тиеполо, син на дож Лоренцо Тиеполо, подпомогнат от завръщащите се Жан дьо Граали и Ру от Съли. Към тях се присъединяват пет галери на арагонския крал Хайме II, който иска да помогне въпреки конфликта му с папата и Венеция.
Италианските подкрепления са недисциплинирани и без редовно заплащане; те грабят безразборно наред – както мюсюлмани, така и християни, преди да тръгнат от Акра. Според Рънсиман те са нападнали и убили мюсюлмански търговци в околностите на Акра през август 1290 г., въпреки че в разказа на Мишо те са грабили и избивали в по-малките градове и села. Калаун иска екстрадицията на християнските извършители. По предложение на Гийом дьо Божо, Велик магистър на тамплиерите, Съветът в Акра обсъжда въпроса, искането на султана е отхвърлено, като кръстоносците твърдят, че убитите мюсюлмани сами са си виновни.

## Обсада
Султан Калаун разтрогва примирието с Акра и мамелюците започват да се мобилизират към октомври 1290 г. Калаун умира през декември и е наследен от сина си Ал-Ашраф Халил (понякога се изписва Чалил). Гийом дьо Божо получава съобщение от Халил, в което се посочва намерението му да атакува Акър и да откаже мирни преговори. Независимо от това, кръстоносците изпращат мирна делегация, водена от сър Филип Майнбьоф, в Кайро; делегацията е арестувана. Халил потегля от Кайро през март 1291 г.
Събраната мамелюкска армия значително превъзхожда кръстоносците. Халил призова Сирия да подсили египетската си армия; изпращат му контингенти от Дамаск (воден от Ладжин), Хама (воден от ал-Музаффар Такай ад-Дин), Триполи (воден от Билбан) и Ал-Карак (воден от Байбарс ал Девадар). Значителна част от войските са доброволци. Армията включва значителен артилерийски контингент, изтеглен от крепостите в империята. Хама изпраща огромния катапулт „Победоносецът“ (на арабски: المنصورى, Al-Mansuri). Друг голям катапулт е „Яростният“ (на арабски: الغاضبة, Al-Ghadibah). Има и по-леки мангонели, наречени „Черните бикове“ (на арабски: الثيران السوداء, Al-Thiran Al-Sawda'a).
Призивите за помощ на кръстоносците постигат малък успех. Англия изпраща няколко рицари, включително Ото Савойски, тогава на английска служба. Единственото значително подкрепление идва от Анри II от Кипър, който укрепява стените и изпраща войски под командата на брат му Амалрик. Буркхард фон Шванден внезапно подава оставка като Велик магистър на Тевтонския орден и отплава за Европа; той е наследен на поста от Конрад фон Фойхтванген. Част от населението на града напуска, това са генуезците, които сключват сепаративен договор с Халил. През март много жени и деца са евакуирани от Акра на остров Кипър.
Акра е защитена с вътрешна и външна стена, с общо дванадесет кули, построени от европейски крале и богати поклонници.

### Начало
Султан Халил и египетската армия пристигат в Акра на 6 април 1291 г. а сирийските контингенти пристигат два дни по-късно с обсадни машини. Лагерът на мамелюците се простира от единия до другия бряг на около два километра от градските стени. Червеният дихлиз – личната шатра на султана – е разположен на малък хълм западно от Кулата на Легата. През първите осем дни, когато обсаждащите установяват лагера си, има малко стълкновения. От деветия до единадесетия ден мамелюците избутват напред барикади и плетени паравани, докато достигат рова пред външната стена; доставени са карабохи, бързообстрелни обсадни машини. Обсаждащите започват да подкопават и бомбардират стените. Портите на Акра остават отворени, но са солидно защитени.
Кръстоносците предприемат множество атаки срещу лагера на мамелюците. Например десантът срещу частите от Хама, разположени в най-северния участък край морето, е било успешен, въпреки че кръстоносците дават големи жертви. При друго нападение триста тамплиери, водени от Жан дьо Граали и Ото де Грандсън, излизат на лунна светлина, за да атакуват артилерията на Хама с гръцки огън; макар артилерията да не е унищожена, тамплиерите ангажират в битка над 1000 мамелюци и се връщат с трофеи и пленени провизии. Халил наказва някои подчинени за това унижение, причинено от тамплиерите. Като цяло атаките на кръстоносците не успяват да нарушат подготовката на мамелюците за директно нападение на стените.
Анри II от Кипър пристига на 4 май с подкрепление от 700 войници на борда на 40 кораба. Пристигането на краля временно повишава морала, но инспекцията на града убеждава Анри II да се опита да постигне споразумение като обещае да плаща васален данък. На 17 май рицарят Уилям от Вилиер и Уилям от Кафран от домакинството на Гийом дьо Божо са изпратени да преговарят със султана, но преговорите са неуспешни. Кръстоносците призовават Халил да вдигне обсадата и да приеме мира заради мирните жители. Халил не променя намерението си да завладее града, може би насърчен от настроенията сред своите войски; неговата контраоферта е да му предадат града, като позволи на защитниците да напуснат с имуществото си. Тя е отхвърлена. Към края на срещата, кръстоносен артилерийски каменен снаряд пада близо до дихлиза; султанът е силно разгневен и на следващия ден заповядва атака. Пратениците се връщат в града невредими.
Атаката е предшествана от седмици на подготовка. Към 18 май множество кули и части от стената са срутени чрез подкопаване и участъци от рова са запълнени. Събарянето на Кулата на краля е особено деморализиращо за защитниците и те ускоряват евакуацията на жени и деца.

### Щурм
Мамелюкската армия се събира преди разсъмване на 18 май и атакува цялата дължина на стената под звуците на тръби и барабани, носени с 300 камили. Мамелюците нахлуват през пробивите; към 9 ч изходът от битката вече не подлежи на съмнение. Мамелюците превземат Прокълнатата кула на вътрешната стена и принуждават кръстоносците да се оттеглят към Портата на Свети Антоний. Гийом дьо Божо е смъртно ранен, защитавайки тази порта. На стените на Монмусар лазаристите се държат, докато тамплиерите и хоспиталиерите правят неуспешен опит да си върнат Прокълнатата кула. Преразпределението позволява на войските от Хама да пробият стените на Монмусар и да убият лазаристите. Мамелюците извършват все повече нахлувания, тъй като кръстоносците изоставят стените.
Мамелюците се втурват в града, ограбват и избиват всички, които срещат Организираната съпротива на кръстоносците се срива и отстъплението им към пристанището и корабите е хаотично; богатите бежанци предлагат баснословни суми за да заминат. Сред евакуираните са Анри II и Жан дьо Вилиер, Велик магистър на рицарите хоспиталери, но евакуацията е затруднена от лошото време.
Към вечерта на 18 май Акра е в ръцете на мамелюците, с изключение на морската крепост на тамплиерите в западния край на града. Крепостта съдържа четири кули, а вътре са остатъците от тамплиерите, хоспиталиерите и тевтонските рицари и хиляди цивилни. Крепостта се държи още десет дни, през които е убит Матей Клермонски, маршал на хоспиталерите. На 20 май кулата, държана от тамплиерите под командата на Питър дьо Севери, иска мир. Султан Халил се съгласява да позволи на тамплиерите да заминат без оръжие за Кипър. Споразумението се проваля, когато тамплиерите убиват мамелюци, наблюдаващи евакуацията, които се опитват да поробят жени и деца. Тамплиерите Тибо Годен и няколко други напускат крепостта под прикритието на нощта, като отнасят със себе си съкровищницата на тамплиерите в Сидон. Според съвременно предание на мамелюците, Халил изпраща емир Китбуга ал-Мансури да предложи мир на кръстоносците. Тевтонските рицари приемат и предават кулата си, след като им е позволено да напуснат с жените си. Ал-Мансури обаче е убит от други кръстоносци. На 21 май де Севери и малка делегация напускат крепостта, за да възобновят преговорите и биват екзекутирани, вероятно в отмъщение за смъртта на ал-Мансури. По-нататъшните предложения за мир са отхвърлени от кръстоносците. На 28 май се предава и последната кула. Мамелюците са подготвили мини, за да я унищожат и това прави и по-нататъшната съпротива безполезна. Много от предалите се мъже са обезглавени, а жените и децата са поробени. Кулата е срутена, след като затворниците и плячката са изнесени; според мамелюците са убити няколко зяпачи и мародери.
Новините за победата на мамелюците предизвикват еуфория в Дамаск и Кайро. В Дамаск Халил влиза в града начело на процесия с оковани затворници и пленените знамена на кръстоносците – носени с главата надолу. Султанът се завръща в Кайро с портата на църквата „Свети Андрей“ от Акра, която е използвана за построяването на джамия и освобождава делегацията на Филип Майнбьоф. Тържествата са описани така: „Целият град е украсен и по неговия триумфален път през града, водещ до двореца, са постлани платна от сатен. Царственият султан е последван от 280 оковани затворници. Единият носи обърнато франкско знаме; друг носи знаме и копие, от които висят косите на избитите му другари. Ал-Ашраф е приветстван от цялото население на Дамаск и околните провинции, подреждащи маршрута, улеми, религиозни служители, суфийски шейхове, християни и евреи, всички държащи свещи, въпреки че парадът се проведе преди обяд. "

## Последици
Падането на Акра сигнализира края на кръстоносните походи в Йерусалим. Впоследствие не е организиран ефективен кръстоносен поход към Светите земи, въпреки че разговорите за по-нататъшни кръстоносни походи не спират. Към 1291 г. се появяват други идеали за монарсите и благородниците на Европа и дори усилените папски действия за нови експедиции към Йерусалим се посрещат с малък отклик.
Латинското кралство продължава да съществува теоретично на остров Кипър. Там латинските крале са планирали да си върнат континента, но напразно. Липсваха пари, мъже и воля за изпълнение на задачата. Последно усилие направи цар Петър I през 1365 г., когато успешно кацна в Египет и плячкосва Александрия. След като градът обаче е превзет, кръстоносците се завръщат в Кипър. Като кръстоносен поход епизодът е напразен и този и по-нататъшните крайбрежни набези през следващите десетилетия водят през 1410 – 11 до разрушително контранападение от страна на мамелюците; през 1426 г. Кипър е принуден да приеме васалитет със солиден годишен данък.
През XIV век се организират някои други кръстоносни походи, но те се различават в много отношения от експедициите от XI и XII век, които правилно се наричат кръстоносни походи. Кръстоносните походи от XIV век целят не възвръщането на Йерусалим и християнските светилища на Светата земя, а по-скоро спиране на напредъка на османските турци в Европа. Докато много от кръстоносците в тези начинания от XIV век гледат на поражението на османците като на условие за завладяване на Светата земя, нито един от по-късните кръстоносни походи не направи опит за пряка атака срещу Палестина или Сирия.